# 陈世泽
陈世泽（1936年—），中华人民共和国政治人物、外交官。
1995年，接替刘颜顺担任中华人民共和国驻波兰大使。1998年，由陈棣接任。